# Alloproctus amandatus
Alloproctus amandatus är en insektsart som beskrevs av Ernst Evald Bergroth 1924. Alloproctus amandatus ingår i släktet Alloproctus och familjen dvärgstritar. Inga underarter finns listade i Catalogue of Life.